# Pite älv

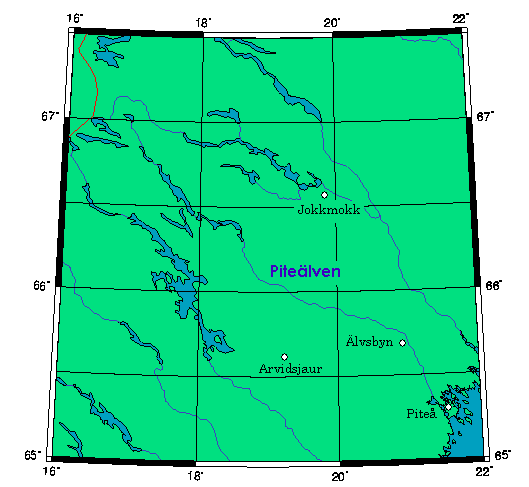
Stroomgebied van de Pite älv

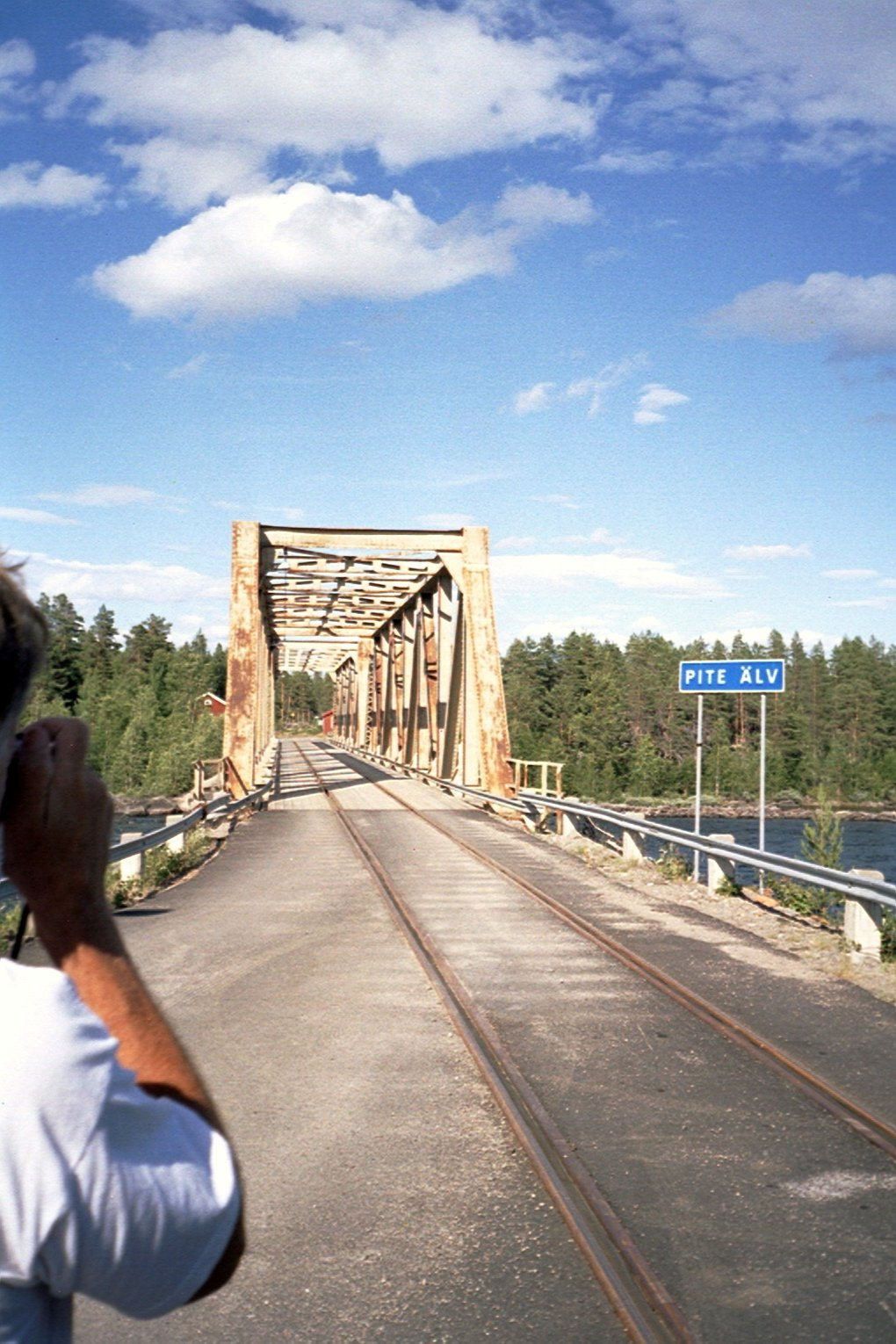
Brug bij Moskosel

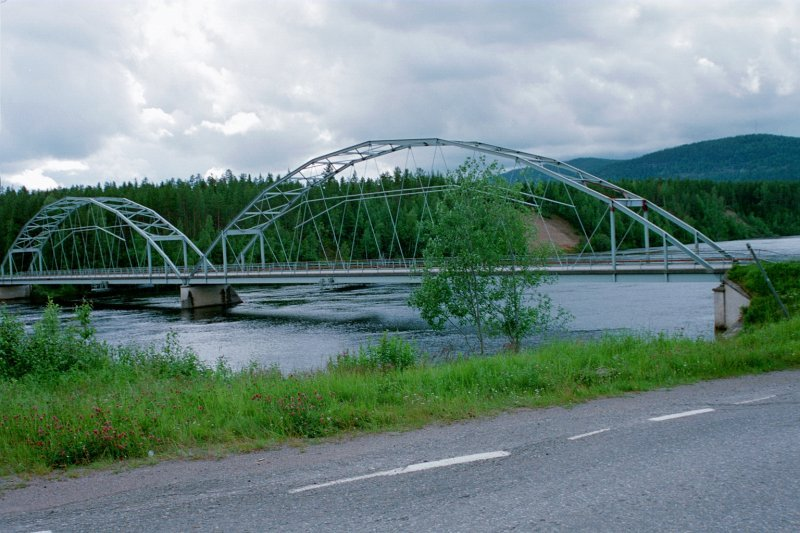
Verkeersbrug bij Moskosel

De Pite älv is een rivier in Zweden, die bij de grens met Noorwegen ontspringt. Het gebied daar staat bekend onder de naam Sulitelma. De rivier is de dertiende grote rivier geteld vanaf de Finse grens. De rivier is op veel plaatsen een woeste stroom en daarom wordt er veel aan wildwatervaren gedaan en gevist. De Pite mondt bij Piteå uit in de Botnische Golf.

## Stroomgebied
Een aantal bergbeken stromen naar het meer Pieskehaure en in de zuidoostpunt daarvan begint de Pite älv. De rivier slingert vanaf daar naar het zuidoosten, zoals de meeste rivieren in Norrbottens län. De loop van de rivier is door alle meren en moerassen waar de Pita älv doorheen komt niet altijd even duidelijk. Daarbij komt dat het gebied vrijwel onbewoond is, op rondtrekkende Sami na. De rivier kruist na 260 kilometer de Inlandsbanan, de eerste plek met niet alleen maar wildernis. Een bijzonderheid aan de brug is dat verkeer en trein over dezelfde smalle brug moeten, dat levert weinig problemen op: verkeer is hier nauwelijks en de trein komt hier alleen in de zomer twee keer per dag langs, maar het wegdek is er voor fietsers en motorrijders slecht.
De Pite älv is 403 kilometer lang, het stroomgebied van de rivier is 11.285 km² en het debiet 180 m³/s.

## Bewoond gebied
De rivier kruist even later ten noorden van Moskosel de Europese weg 45. De brug over de rivier moest hier in de jaren 1980 worden vernieuwd en verplaatst, omdat de rivier daar te hard stroomde. De fundamenten van de oude brug waren aangetast en ook de nieuwe brug krijgt daarmee te maken.
De grootste waterval van de rivier komt vlak voor het dorp Vidsel in Storforsen. Vanaf dan stroomt de rivier door gebied dat bewoond is, maar er liggen toch geen grote steden aan de rivier. De rivier komt na Vidsel langs Älvsbyn en mondt in een binnenlands liggend fjordenstelsel ten zuidwesten van de stad Piteå uit. Door opnieuw fjorden komt het water via de Pitsundet in de Botnische Golf.

## Nationale rivier
De Pite älv is naar analogie van een nationaal park in 1993 tot 'nationale rivier' verklaard. Dit houdt in dat er geen waterkrachtcentrales in de rivier mogen worden gebouwd en dat iedere vorm van kanalisatie is verboden. Zo wordt geprobeerd de natuurlijke loop van de rivier te behouden en populaties trekkende vissoorten, zoals de zalm, te beschermen. De andere drie nationale rivieren van Zweden zijn de Vindelälven, de Torne älv en de Kalixälven.

## Zijrivieren en watervallen
Belangrijkste zijrivieren zijn:
- Abmorivier
- Varjisån
- Vistån

Watervallen en stroomversnellingen:
- Benbryteforsen
- Brudforsen
- Fällforsen
- Storforsen
- Trångforsen
- Åkerselforsen
- Trollforsarna

De Kleine Piterivier is volgens het SMHI, de Zweedse instantie voor waterhuishouding, geen zijrivier van de Pite älv. Die rivier stroomt in het eerste fjordengebied, waar de Pite älv haar water al heeft afgestaan.

## SMHI
- Gegevens omtrent lengte, stroomgebied en Kleine Pite älv zijn van het SMHI.

- Gemeinsame Normdatei: 4451824-9
- Virtual International Authority File: 315166358